# 成孝鉉
成 孝鉉（ソン・ヒョヒョン、朝鮮語: 성효현、1955年 - ）は、大韓民国の梨花女子大学校 教授。

## 出身学校
- 梨花女子大学校 社会生活学科 学士
- 梨花女子大学校 大学院 社会生活学 修士

## 経歴
- 1990年、 梨花女子大学校 教授
- 2001年 - 2004年、 梨花女子大学校 社会学部 学科長
- 2004年 - 2006年、 梨花女子大学校 師範大学 学長
- 2006年 - 2008年、 梨花女子大学校 総務處 副處長
- 2008年 - 2010年、 梨花女子大学校 師範大学 社会生活学科 学士